# Dokusan
Dokusan (jap. 独参) – dobrowolne, prywatne spotkanie z mistrzem zen w jego pokoju nauczania w wyznaczonym terminie.